# Kristoffer Varming
Kristoffer Nyrop Varming (født 14. februar 1865 i Øster Alling, død 21. juli 1936 i København) var en dansk arkitekt og kongelig bygningsinspektør. Han var far til ingeniøren Jørgen Varming og dermed farfar til arkitekten Michael Varming.

## Uddannelse
Kristoffer Varming blev født i et grundtvigiansk højskolemiljø som søn af sognepræst David Ludvig Carl August Varming og Doris Magdalene Nyrop. Dermed havde han samme baggrund som mange arkitekter af samme generation. Efter at være udlært som tømrer og at have gået på Det tekniske Selskabs Skole kom Varming på Kunstakademiets Arkitektskole, hvorfra han fik afgang i maj 1892. Han modtog den lille guldmedalje 1895. Han var ansat hos arkitekterne J.E. Gnudtzmann, Axel Berg og Martin Borch, for hvem han særligt udførte store opgaver. Han var således konduktør på opførelsen af Rigshospitalet 1905-1910.

## Stil og værker
Varming var fætter til rådhusarkitekten Martin Nyrop, der sammen med Hans J. Holm må siges at være hans egentlige læremestre. Hele hans virke præges af en udpræget trang til at bygge dansk. Brugen af rød blankmur og barokke stiltræk, inspireret af Ulrik Plesner, præger arbejderne efter 1910, ikke kun i de mange kirker, hvoraf Kingos Kirke må fremhæves, men også i hospitalsbyggerierne. Her skiller hospitalet i Nykøbing Sjælland sig ud med sine sikre variationer over markante træk i dansk 1700-talsarkitektur, især fra herregårdene. Landsretsbygningen i Viborg og domhuset i Horsens er gode eksempler på den afklarethed og balance, nybarokken nåede inden overgangen til nyklassicismen, som var Varming fremmed. Det mærkes særligt i hans sidste arbejde, Universitetsbibliotekets 2. afdeling på Nørre Allé. Varming var navnlig i sine yngre år en skarp polemiker og dygtig skribent, og i hans redaktørtid (1905-1911) blev det faglige tidsskrift Architekten et både debatskabende og opinionsdannende organ.

## Tillidshverv
Ud over at være kongelig bygningsinspektør fra 1923 til sin død havde Varming en del øvrige tillidsposter. Han var medlem af censurkommisionen ved Charlottenborg Forårsudstillinger i 1910 og 1913, formand for Akademisk Architektforening 1913-17, bestyrelsesmedlem for Foreningen til Hovedstadens Forskønnelse 1913-21, tilsynsførende arkitekt for de under Justitsministeriet hørende bygninger 1913-29 og ved Statens sindssygehospital 1913-32. Tillige bestyrelsesmedlem for Landsforeningen for Bedre Byggeskik 1915. Endelig var han medlem af Akademiraadet 1925-31. Han var Ridder af Dannebrog og Dannebrogsmand.
Varming ægtede 28. juli 1896 i Maribo Elisabeth Ruge (7. juli 1872 i Maribo – 29. november 1951 i København), datter af apoteker Theodor Andreas Vilhelm Ruge og Birgitte Caroline Dahl. Parret er begravet på Hellerup Kirkegård. Sønnen Jørgen Varming var medgrundlægger af ingeniørfirmaet Steensen & Varming.

## Værker
- Kapel på Assistens Kirkegård, Svendborg (1895, sammen med Johannes Magdahl Nielsen)
- Restaurationsbygning, Zoologisk Have, Roskildevej, Frederiksberg (1897, ombygget)
- Villa for direktør Christian Hasselbalch, nu del af Ruslands ambassade, Kristianiagade 3, København (1897-98, kviste ændret)
- Villa Piniehøj, Rungsted Strandvej 54, Rungsted (1898-99, nedrevet og grunden udstykket 1960-62 ved Vilhelm Wohlert)
- Næstved Realskole, Jernbanegade 12, Næstved (1900-01, vinduer udskiftet)
- Bageribygning, Hovedgaden 29, Hørsholm (1902, bagbygning genopført efter brand 1947)
- Bangsbostrand Kirke (1902)
- Gåser Kirke (1903)
- Kapel på Maribo Kirkegård (1903)
- Garnisonssygehus, Farimagsvej 26, Næstved (1903)
- Rubjerg Kirke (1904)
- Vejgaard Kirke (1904)
- Kor til Thurø Kirke (1905)
- Vinderup Kirke (1905)
- Villa Bernina, nu Balderup, Arild (Kullen), Sverige (ca. 1906)
- Landbohøjskolens Serumlaboratorium, Bülowsvej 27, Frederiksberg (1906-08, sammen med Einar Packness)
- Fjerritslev Kirke (1907)
- Solbjerg Kirke, Frederiksberg (1907-08)
- Kingos Kirke, Bragesgade, København (1909-10, menighedshus 1928)
- Harboøre Kirke (1910, ligkapel på kirkegård 1918-21)
- Toldkammerbygning, nu Nykredit, Kalvebod Brygge 1, København (1910, vinduer ændret))
- Menighedshus til Frederiksberg Kirke, Pile Allé 3, Frederiksberg (1911-12, præmieret)
- Villa, Vilvordevej 7, Ordrup (1912, præmieret)
- Ingrid Jespersens Skole, Nordre Frihavnsgade 11, København (1912, senere udvidet)
- Sindssygehospitalet i Nykøbing Sjælland, nu Annebergparken (1913-15, Eckersberg Medaillen, kapellet fredet)
- Udvidelse af sygehuset, Sdr. Boulevard, Maribo (1914)
- Vestre Landsrets bygning, Viborg (1917-20)
- Domhuset, Horsens (1918)
- Herrup Kirke (1920-22)
- Tuberkulosesygehus og ny fængselsbygning til Nyborg Straffeanstalt (1920)
- Tårn på Sions Kirke, København (1921)
- Københavns Universitets Institut for teoretisk Fysik, nu Niels Bohr Instituttet, Blegdamsvej 15-17 (1921-22, laboratorium og professorboliger 1925)
- Fysiologisk Institut (Rockefeller Instituttet), Juliane Maries Vej 28-32, København (1926-28)
- Institut for fysisk kemi og hygiejne, Blegdamsvej 19-21 (1930-31)
- Bygning for sygeplejersker og tuberkuloseafdeling ved Vordingborg Sindssygehospital (1922)
- Garnisons Kirkes præstebolig, København (1925)
- Stege Posthus (1925)
- Ringsted Posthus (1928)
- Værnehjemmet ved Blindeinstituttet på Refsnæs (1928)
- Udvidelse af Statshospitalet, Sønderborg med bolig for sygeplejepersonalet og badeanstalt (1928)
- Statshospitalet i Augustenborg (1930)
- Sygeplejerskebygning ved Middelfart Sindssygehospital (1932-33)
- Universitetsbibliotekets 2. afdeling, nu Danmarks Natur- og Lægevidenskabelige Bibliotek, Nørre Allé, København (1935-38, fuldført af Einar Andersen, tilbygning ved Eva og Nils Koppel)
- Toldkammer, nu restaurant, Havnegade, København (1937, vinduer ændret)

### Restaureringer og ombygninger
- Frederiksberg Kirke, indvendig restaurering (1907)
- Østre Landsrets bygning, Fredericiagade, København, indvendig ombygning (1907)
- Ombygning af tidligere stationskompleks til Statssindssygehospital, Vester Vedsted (1922)
- Kompagnihuset i Næstved (1926-1930)
- Garnisons Kirke, København (1930)

### Konkurrencer
- Statshusmandshuse (1907, præmieret)

### Dekorative arbejder
- Lysekrone til Frederiksberg Kirke
- Gravmæle for grosserer Ludvig Helms på Vestre Kirkegård i København
- Møbler m.v.